# Mai 2006
Acest articol este generat integral pe baza informațiilor din articolul 2006 și este actualizat periodic de un robot.
 Editările făcute în articol vor fi șterse la următoarea actualizare! Dacă doriți să faceți modificări, editați articolul-sursă.

ianuarie -
februarie -
martie -
aprilie -
mai -
iunie -
iulie -
august -
septembrie -
octombrie -
noiembrie -
decembrie
Mai 2006 a fost a cincea lună a anului și a început într-o zi de luni.

## Evenimente

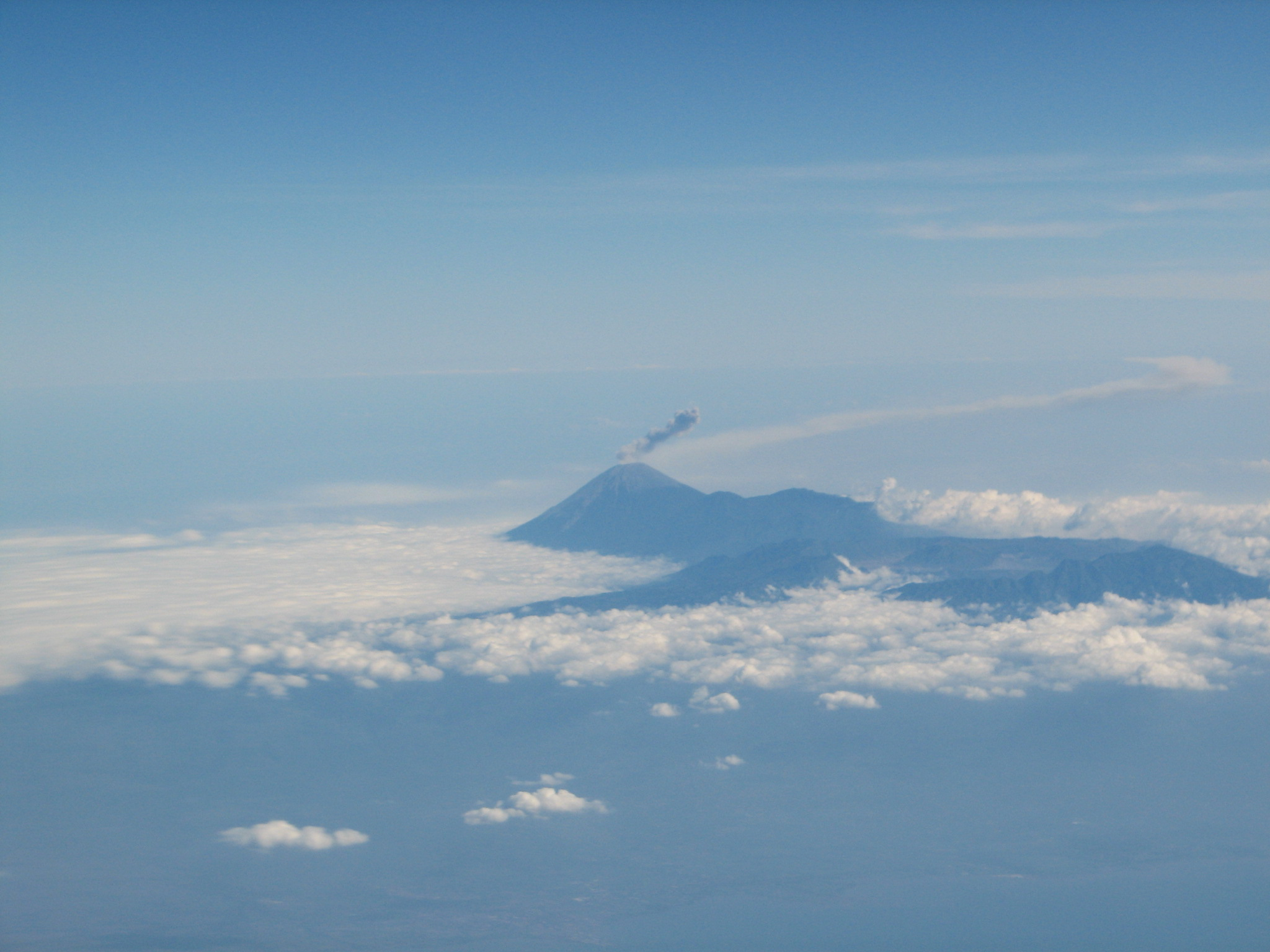
Cutremur pe Insula Java

- 2 mai: Președintele Boliviei, Evo Morales a anunțat naționalizarea sectorului energetic și preluarea de către armată a controlului asupra rezervelor de petrol și gaze naturale ale țării.
- 14 mai: Primul caz al prezenței virusului H5N1 la o fermă de păsări din România.
- 20 mai: Cea de-a 51-a ediție a concursului de muzică Eurovision de la Atena, Grecia, a fost câștigată de Finlanda; România reprezentată de Mihai Trăistariu s-a clasat pe locul patru.
- 27 mai: Cutremur cu magnitudinea de 6,2 grade Richter în insula Java, Indonezia. Peste 6.000 de morți, în jur de 36.000 răniți.

## Decese
- 1 mai: Ion Gavrilă Ogoranu, 83 ani, partizan anticomunist român (n. 1923)
- 2 mai: Galaktion Alpaidze, 89 ani, general-locotenent sovietic (n. 1916)
- 3 mai: Ion Vasilescu, 83 ani, inginer român de etnie maghiară (n. 1923)
- 5 mai: Zoe Dumitrescu-Bușulenga, 86 ani, critic literar, membră a Academiei Române (n. 1920)
- 8 mai: György Somlyó, 85 ani, scriitor și poet maghiar (n. 1920)
- 10 mai: Val Guest, 94 ani, regizor britanic (n. 1911)
- 10 mai: Soraya (n. Soraya Raquel Lamilla Cuevas), 37 ani, cantautoare, chitaristă, aranjoare și producătoare muzicală de naționalitate columbiană-americană (n. 1969)
- 10 mai: Rolandas Pavilionis, 61 ani, politician lituanian (n. 1944)
- 11 mai: Michael O'Leary, 70 ani, politician irlandez (n. 1936)
- 11 mai: Floyd Patterson, 71 ani, boxer american (n. 1935)
- 12 mai: Hussein Maziq, 87 ani, politician liberian (n. 1918)
- 14 mai: Robert Bruce Merrifield, 84 ani, chimist american, laureat al Premiului Nobel (1984), (n. 1921)
- 17 mai: Eric Forth, 61 ani, politician britanic (n. 1944)
- 19 mai: Yitzhak Ben-Aharon, 99 ani, politician israelian (n. 1906)
- 20 mai: Jean-Louis de Rambures (n. Jean-Louis Vicomte de Bretizel Rambures), 76 ani, jurnalist francez (n. 1930)
- 22 mai: Lee Jong-Wook, 61 ani, medic sud-coreean (n. 1945)
- 23 mai: Iordan Chimet, 81 ani, eseist, prozator, poet român (n. 1924)
- 24 mai: Pahomie Morar, 69 ani, episcop român (n. 1936)
- 27 mai: Dieter Acker, 65 ani, compozitor german născut în România (n. 1940)
- 29 mai: Johnny Servoz-Gavin, 64 ani, pilot francez de Formula 1 (n. 1942)
- 31 mai: Raymond Davis, 91 ani, fizician american, laureat al Premiului Nobel (2002), (n. 1914)